# Giochi della solidarietà islamica 2010
I Giochi della solidarietà islamica 2010 si sarebbero dovuti disputare a Teheran, in Iran, dal 9 al 25 aprile 2010. I Giochi sono stati definitivamente annullati a causa di una controversia tra la nazione organizzatrice e l'Arabia Saudita.

## Sospensione e annullamento
Il 3 maggio 2009 è stata riportata la notizia della sospensione dei Giochi da parte dell'Iran a causa di una disputa riguardante l'utilizzo del termine "golfo Persico". L'Arabia Saudita e gli altri Paesi arabi disapprovavano l'uso del termine "golfo Persico" sulle medaglie e sul materiale promozionale, insistendo piuttosto sull'utilizzo della dicitura "golfo Arabo" o più semplicemente "golfo". Furono condotti ulteriori negoziati per tentare di salvare i Giochi.
Il 17 gennaio 2010 l'ISSF, l'ente governativo dei Giochi, annunciò il definitivo annullamento dei Giochi a causa della tensione fra i Paesi arabi e l'Iran sorta sul nome del golfo.